# Флавий Деций Юниор
Фла́вий Де́ций Юнио́р (Flavius Decius Iunior) — государственный деятель Восточной Римской империи в 529—546 годах.

## Биография
Флавий принадлежал к древнеримскому роду Дециев, приходился сыном Василию Венанцию, консулу 508 года, и родным братом Децию Паулину, консулу 534 года. Деций был утверждён в должности простого консула на 529 год без соконсула.
В декабре 546 года был возведён в ранг патрикия в Риме; в том же месяце, когда король остготов Тотила намеревался войти в город, Деций, Весса и Василий покинули Рим и, предположительно, направились в Константинополь.